# أفروسينا
أفروسينا، هي قديسة مصرية ولدت في حوالى سنة 944 للشهداء ونشـأت يتيمة الأبوين وهي طفلة صغيرة. فأخذها رجل تقى مسيحى مملوء حباً وحناناً وكانت زوجته لا تقل عنه وبخاصة انهما ليس لهما نسل فتربت هذه الصغيرة اليتيمة بينهما، فرضعت الإيمان المستقيم والذهاب إلى الكنيسة ومطالعة سير القديسين.

## حياتها
لما بلغت سن الشباب أراد الرجل الذي تربت عنده أن يزوجها ولكنها رفضت مصممة على حياة البتوليه، وحدث ذات ليلة أن القديسة رأت في نومها رؤيا (عباره عن رجلاً شيخاً نزع شعر لحيته وأعطاه للقديسه قائلاً لها خذى هذا الشعر ليكون لك عوناً)، وعلى أثر هذه الرؤيا ضاعفت القديسة من صلاتها واصوامها.
عزمت أفروسينا أن تذهب إلى أحد أديرة العذارى في الصعيد فتركت مربيها وزوجته وعاشت في الدير في حالة جهاد ونسك يفوق الطبيعة البشرية ومن الفضائل مثل المحبة والتواضع مما جعلها هدفاً لعدو الخير.

### معجزاتها
ولما تنيحت الأم الرئيسة اختيرت أفروسينا لتكون رئيسة عليهن ومدبرتهن وذلك برأى جميع الراهبات فأذ زادت في العبادة والنسك والمحبة لجميع الراهبات، وقد جرب المؤمنون في أيامها بتجارب كثيرة منها عزلهم من وظائفهم فكانت تعظهم وتثبتهم على الإيمان وتعزيهم، وقد أعطى الرب لها موهبتين هي شفاء المرضى ومكاشفة الإنسان لافكاره، وكانت تصلى على الماء فيبرأ كل من يستحم به. ولما كانت القديسة سالكة بكل تقوى لذلك حاربها عدو الخير بخطايا كثيرة مثل الزواج وظهوره بأشكال مخيفه. وبمعونة الرب كانت تنتصر وتقول الرب يرعانى فلا يعوزنى شيء.

### كلماتها المأثورة
- يليق بمن يود خلاص نفسه أن يعطي فضة لمن يشتمه ويهينه ويحزنه، حتى يكسب فضيلة الاتضاع.
- ملكوت الله لا يُقتنى بذهب أو فضة إنما بالاتضاع ونقاوة القلب والمحبة الصادقة لكل أحد.

## نياحتها
مرضت القديسة رئيسة الدير مرة ثانية ولكنها ظلت شاكره رب المجد يسوع بلا تزمر ولا فتور، ثم رقدت في الرب منطلقة إلى أورشليم السمائية وسط دموع الراهبات وذلك في 9 من شهر أمشير سنة 1024م بالغة من العمر 80 عاماً وذلك أيام البابا يوحنا الثامن.